# Baby (film 1973)
Baby (The Baby) è un film del 1973 diretto da Ted Post.

## Trama
Una galleria di situazioni aberranti, tra il sadomasochismo più efferato, imperniate su un duplice caso di morbosa patologia femminile indagato da un assistente sociale alle prese con la inquietante famiglia Wadsworth, composta da una madre, due figlie, ed un ragazzo di 20 anni con problemi mentali che si comporta come se fosse un infante di pochi mesi.